# サウリュス・ブツェヴィチュス
サウリュス・ブツェヴィチュス（Saulius Bucevičius、1967年10月10日 - ）はリトアニアの政治家。国会（セイマス）議員。

## 経歴
1986年、ナウヨイ・アクメネ第3中等学校卒業。
1986年から1988年までソ連軍で徴兵。
2000年、ベラルーシマラジェチナに会社を設立。
2003年から労働党党員、党アクメネ地区支部長。2004年から国会議員。2007年からアクメネ地区議会議員。2008年および2012年、それぞれ国会議員に再選。
既婚で、2児（エンリカ、ピユス）の父。

## スキャンダル
2014年2月、国会の公用車を私的利用したことが報じられた。ロシアへ移動するためにラトビアのリーガ空港を利用した際、リーガ空港まで公用車を使用した。これに関してブトケヴィチュスは、「空港にはかなり早い時間に着いている必要があり、他に手段がなかった。もしも帰りもリーガ空港を利用するのであれば、自家用車でリーガ空港まで移動していた」と釈明した。